# 吉田玲子
吉田 玲子（よしだ れいこ、1967年 - ）は、日本の脚本家。広島県出身。日本脚本家連盟会員。

## 来歴
法政大学文学部卒業後の1992年、セシールシナリオ大賞（オリジナルビデオ）にて『B級パラダイスへ行こう』が佳作、NHK中国四国ラジオドラマコンクールでも次々と佳作を取り、創作ラジオドラマ脚本懸賞募集では『悪役志願』で入選。ラジオドラマ各受賞作は次々とオンエアーされる。
1994年、『ドラゴンボールZ』第244話「狙われた西の都!止まれ魔人ブウ!!」にて脚本デビュー。90年代後半は『おジャ魔女どれみ』シリーズや『おじゃる丸』などに参加。その後2002年には、スタジオジブリ作品の映画『猫の恩返し』の脚本を手がける。同じくジブリ作品の『ハウルの動く城』（細田守版）では、当初脚本として参加し脱稿していたが、制作が頓挫したため、お蔵入りとなった。
2014年・2017年・2021年・2023年、東京アニメアワードにおいて計4回、原作・脚本賞を受賞した。

## 参加作品
太字はシリーズ構成、特記のないものは脚本を担当。年譜は初参加の年を示す。

### テレビアニメ
1994年
- ドラゴンボールZ

1995年
- H2
- バーチャファイター

1996年
- 少年サンタの大冒険!
- 花より男子
- 水色時代

1997年
- キューティーハニーF
- ケロケロちゃいむ
- フォーチュン・クエストL
- 夢のクレヨン王国

1998年
- おじゃる丸（2002年の第5シリーズまで）
- 発明BOYカニパン
- ひみつのアッコちゃん（第3作）

1999年
- おジャ魔女どれみ
- KAIKANフレーズ※第12話以降
- キョロちゃん
- 週刊ストーリーランド「トラの好きな王様」
- 超発明BOYカニパン
- デジモンアドベンチャー
- メダロット

2000年
- おジャ魔女どれみ♯
- デジモンアドベンチャー02

2001年
- カスミン
- 機動天使エンジェリックレイヤー
- ののちゃん
- 探偵少年カゲマン
- デジモンテイマーズ

2002年
- 王ドロボウJING
- カスミン2
- GetBackers-奪還屋-
- デジモンフロンティア
- ボンバーマンジェッターズ

2003年
- カスミン3
- GAD GUARD
- カレイドスター
- カレイドスター 新たなる翼
- スクラップド・プリンセス
- デジガールPOP!
- ポポロクロイス

2004年
- かいけつゾロリ
- げんしけん
- スクールランブル
- マリア様がみてる
- マリア様がみてる〜春〜
- みらくる! ぱんぞう
- MAJOR 1st season
- モリゾーとキッコロ

2005年
- ARIA The ANIMATION
- 英國戀物語エマ
- Canvas2 〜虹色のスケッチ〜
- 甲虫王者ムシキング 森の民の伝説
- シュガシュガルーン
- 好きなものは好きだからしょうがない!!
- ピーチガール
- BLOOD+
- まじめにふまじめ かいけつゾロリ

2006年
- ARIA The NATURAL
- 神様家族
- 金色のコルダ〜primo passo〜
- ゴーストハント
- 彩雲国物語 第1シリーズ
- しにがみのバラッド。
- 獣王星
- D.Gray-man
- プリンセス・プリンセス
- REC

2007年
- ゲゲゲの鬼太郎（第5作）
- 逮捕しちゃうぞ フルスロットル
- デルトラクエスト
- ムシウタ
- ロミオ×ジュリエット

2008年
- ARIA The ORIGINATION
- キャシャーン Sins
- 二十面相の娘
- 我が家のお稲荷さま。

2009年
- うみものがたり 〜あなたがいてくれたコト〜
- 金色のコルダ〜secondo passo〜
- 黒神 The Animation
- けいおん!
- 獣の奏者 エリン
- こばと。
- マリア様がみてる 4thシーズン

2010年
- 会長はメイド様!
- けいおん!!
- ちゅーぶら!!
- デジモンクロスウォーズ
- のだめカンタービレ フィナーレ
- バクマン。

2011年
- 大人女子のアニメタイム「川面を滑る風」
- 君と僕。
- たまゆら〜hitotose〜
- デジモンクロスウォーズ 〜悪のデスジェネラルと七つの王国〜
- デジモンクロスウォーズ 〜時を駆ける少年ハンターたち〜
- バクマン。2
- まよチキ!

2012年
- ガールズ&パンツァー
- 君と僕。2
- じょしらく
- しろくまカフェ
- 聖闘士星矢Ω
- バクマン。3

2013年
- 大人女子のアニメタイム「人生ベストテン」
- 生徒会の一存 Lv.2
- たまこまーけっと
- たまゆら〜もあぐれっしぶ〜
- まんがーる!
- 銀河機攻隊 マジェスティックプリンス
- Free!
- 弱虫ペダル
- 君のいる町
- のんのんびより

2014年
- ウィッチクラフトワークス
- ガールフレンド (仮)
- とある飛空士への恋歌
- ハナヤマタ
- 弱虫ペダル GRANDE ROAD
- SHIROBAKO

2015年
- 城下町のダンデライオン
- のんのんびより りぴーと

2016年
- ハルチカ 〜ハルタとチカは青春する〜
- 蒼の彼方のフォーリズム
- 無彩限のファントム・ワールド
- ハイスクール・フリート
- チア男子!!

2017年
- TSUKIPRO THE ANIMATION

2018年
- ヴァイオレット・エヴァーガーデン
- ハクメイとミコチ

2019年
- ポケットモンスター

2020年
- 魔術士オーフェンはぐれ旅
- アルテ

2021年
- のんのんびより のんすとっぷ
- ブルーピリオド

2022年
- 平家物語
- であいもん

2023年
- アニメ すみっコぐらし そらいろのまいにち

### 劇場アニメ
1999年
- デジモンアドベンチャー

2000年
- デジモンアドベンチャー ぼくらのウォーゲーム!
- デジモンアドベンチャー02前篇 デジモンハリケーン上陸!! / 後篇 超絶進化!!黄金のデジメンタル
- 映画おじゃる丸 約束の夏 おじゃるとせみら

2001年
- デジモンアドベンチャー02 ディアボロモンの逆襲

2002年
- 猫の恩返し

2006年
- ブレイブ ストーリー（脚本協力）

2009年
- テイルズ オブ ヴェスペリア 〜The First Strike〜

2011年
- 手塚治虫のブッダ -赤い砂漠よ!美しく-
- 映画けいおん!

2012年
- 青の祓魔師 ―劇場版―

2014年
- BUDDHA2 手塚治虫のブッダ－終わりなき旅－
- たまこラブストーリー

2015年
- 劇場版 弱虫ペダル
- ガールズ&パンツァー 劇場版

2016年
- 映画 聲の形

2017年
- 夜明け告げるルーのうた
- ガールズ&パンツァー 最終章

2018年
- リズと青い鳥
- のんのんびより ばけーしょん
- 若おかみは小学生!

2019年
- きみと、波にのれたら
- ヴァイオレット・エヴァーガーデン 外伝 - 永遠と自動手記人形 -

2020年
- 劇場版 ヴァイオレット・エヴァーガーデン

2021年
- 岬のマヨイガ
- 映画 すみっコぐらし 青い月夜のまほうのコ
- フラ・フラダンス

2024年
- デッドデッドデーモンズデデデデデストラクション
- きみの色

2026年
- パリに咲くエトワール

### OVA
1998年
- 火宵の月〜秋狂言〜

1999年
- 最遊記

2000年
- ストリートファイターZERO - THE ANIMATION -

2001年
- るろうに剣心 -明治剣客浪漫譚- 星霜編

2004年
- 王ドロボウJING in Seventh Heaven
- カレイドスター 新たなる翼 -EXTRA STAGE-

2005年
- カレイドスター Legend of phoenix 〜レイラ・ハミルトン物語〜

2006年
- マリア様がみてる 3rdシーズン

2010年
- たまゆら

### 特撮
- 千年王国III銃士ヴァニーナイツ（1999年）
- スターぼうず（2000年）
- トミカヒーロー レスキューフォース（2008年）

### 実写映画
- 白魔女学園（2013年）
- 白魔女学園 オワリトハジマリ（2015年）
- のぼる小寺さん（2020年）
- ブルーピリオド（2024年）
- ふしぎ駄菓子屋 銭天堂（2024年）

### テレビドラマ
- 中学生日記
- ザ・シェフ（1995年、脚本協力）
- Tokyo23区の女（1996年）
- お天気お姉さん（1997年）
- オマタかおる（1997年）
- 物書同心いねむり紋蔵（1998年）
- 透明少女エア（1998年）
- 笑ゥせぇるすまん（1999年）
- OLヴィジュアル系（2000年）
- 嫉妬の香り（2001年）
- サトラレ（2002年）
- だめんず・うぉ〜か〜（2006年）
- 帰ってきた時効警察（2007年）
- 女帝（2007年）
- モブサイコ100（2018年）
- 17才の帝国（2022年）[31]

### ラジオドラマ
- NHK青春アドベンチャー「カムイ外伝」「続・カムイ外伝」（1995年）
- パラサイト・イヴ（1995年）
- もっと!ときめきメモリアル（1995年）
- NHK青春アドベンチャー「分身」（1998年）

### ゲーム
- スクールファンファーレ（2014年、シナリオ監修）
- Girls Mode 4 スター☆スタイリスト（2017年、シナリオ）

### 漫画
- カナデのソラ（シナリオスーパーバイザー、原作：狩野シロ、作画：紅林直）
- 東京ミュウミュウ（2000年、原作シナリオ）

### 小説
- 台風戦車（「ガールズ&パンツァー 劇場版」前売り券特典小説、2015年）
- 草原の輝き（KAエスマ文庫、2023年11月、ISBN 978-4-910052-46-5）

### その他
- ぐ〜チョコランタン（「おかあさんといっしょ」10代目人形劇、2000年4月3日 - 2009年3月19日）